# オルホン県

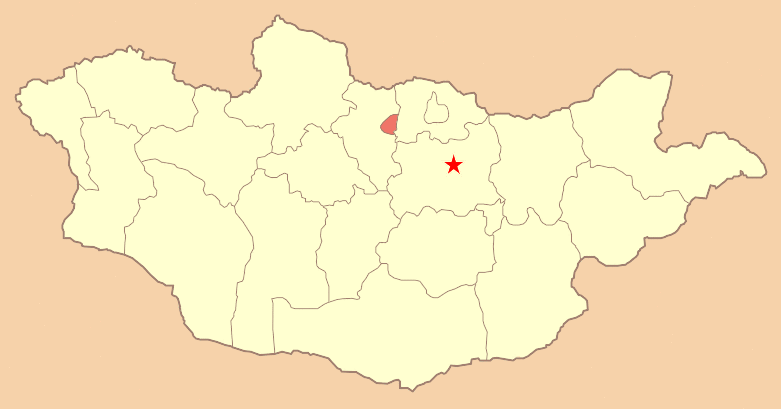
位置

オルホン県（オルホンけん、モンゴル語: Орхон аймаг、ᠣᠷᠬᠤᠨ
ᠠᠶᠢᠮᠠᠭ　転写:Orhon aymag）は、モンゴル国の県（アイマク）のひとつ。県庁所在地はエルデネト。
元はボルガン県に属していた地域であるが、1970年代にソビエト連邦の援助で露天掘りの大規模な銅山とエルデネト市が建設されたことにより、それらの周辺だけがオルホン県として分離した。そのためモンゴルの県の中で最も面積が小さく、ウランバートル市よりも小さい。建設の経緯から鉱山技術者や労働者はロシア人も多い。郊外のゲルに住んでいる住民も多く、それらから排出される石炭の煙による大気汚染が深刻化している。